# Чепелев, Василий Владимирович
Василий Владимирович Чепелев (род. 20 августа 1977, Свердловск) — российский поэт.

## Биография
Окончил Уральскую медицинскую академию. Работал детским врачом, затем занимался бизнесом, руководил рекламным агентством.
Дебютировал в печати в 2000 году в журнале «Урал» (подборка признана лучшей публикацией года), в том же году вошёл в короткий список премии «Дебют». Публиковал стихи, прозу, критические статьи в журналах «Урал», «Волга», «Воздух», в сетевых изданиях, в 2008 году выпустил в издательстве «АРГО-РИСК» книгу стихов «Любовь „Свердловская“». Стихи Чепелева напечатаны в антологиях «Нестоличная литература», «Современная уральская поэзия. 1997—2003 гг.», «Девять измерений».
Наталия Санникова описывает поэзию Чепелева как пронзительную любовную лирику, «фоном которой обозначен пейзаж современного Екатеринбурга». Кирилл Корчагин отмечает парадоксальное сочетание в поэзии Чепелева предельно личных гомоэротических мотивов и постконцептуального метода.
Был одним из организаторов екатеринбургского поэтического фестиваля «ЛитератуРРентген». Первый лауреат премии имени Евгения Туренко «За созидательную роль в формировании нового поэтического поколения» (2015).